# Ben Goertzel
Ben Goertzel (ur. 8 grudnia 1966 w Rio de Janeiro) – amerykański pisarz i badacz w dziedzinie sztucznej inteligencji. Prowadzi prywatną firmę produkującą oprogramowanie Novamente LLC, która ma na celu wytworzenie silnej sztucznej inteligencji, którą Ben Goertzel nazywa „Artificial General Intelligence” (sztuczną ogólną inteligencją). Jest też CEO firmy Biomind LLC, rozprowadzającej oprogramowanie do opartej na sztucznej inteligencji analizy danych biologicznej mikromacierzy. Doradca Singularity Institute i jego dawny dyrektor badawczy.
Goertzel jest synem Teda Goertzela, profesora socjologii na Rutgers University. W 1989 obronił doktorat (Ph.D.) z matematyki na Temple University, następnie wykładał matematykę, informatykę i psychologię na różnych uniwersytetach: University of Nevada, City University of New York, University of Waikato, oraz University of Western Australia.
W latach 1997–2001 założył i prowadził firmę Webmind Inc. (znaną też jako Intelligenesis Corp.), używającą sztucznej inteligencji do analizy rynków finansowych. Jej działalność opisały „Wall Street Journal” i „The New York Times”, tłumacząc jej podejście jako uczenie maszynowe połączone z przetwarzaniem języka naturalnego zastosowane dla informacji tekstowej pobranej z Internetu, w celu przewidzenia ryzyka biznesowego lub pomocy w podejmowaniu decyzji kupna.
Ben Goertzel wyjaśnił swoje podejście do stworzenia Artificial General Intelligence w Google Tech talk w maju 2007. Określa on inteligencję jako zdolność do wykrywania wzorców w świecie i w samym sobie. Stara się najpierw stworzyć sztuczną inteligencję podobną do niemowlęcia, a następnie wychować tego agenta w symulowanym świecie w rodzaju Second Life, aby wytworzyć silniejszą inteligencję. Wiedza jest reprezentowana przez sieć, której węzły (nodes) i powiązania (links) są nośnikami zarówno probabilistycznej wartości logicznej, jak i „wartości uwagi” („attention values”), które to przypominają wagi w sieci neuronowej. W sieci tej działa wiele algorytmów, przy czym główny z nich jest kombinacją probablilistycznej maszyny dedukcyjnej (inference engine) i osobistą wersją programowania ewolucyjnego. Twierdzi, że ta kombinacja potrafi uniknąć eksplozji kombinatorycznych, które przydarzają się obu tym algorytmom, kiedy mają rozwiązać duże zadania.
W wywiadzie audio w sierpniu 2008 Goertzel powiedział, że jest jednym z członków założycieli transhumanistycznej nie-religii (un-religion) Order of Cosmic Engineers oraz że ma kontrakt z Alcor Life Extension Foundation na krioprezerwację po śmierci, a także, że ma nadzieję żyć bez końca, o ile nie wydarzy się jakaś katastrofa. Promował też projekt OpenCog, mający na celu zbudowanie maszyny sztucznej ogólnej inteligencji opartej na otwartym oprogramowaniu.

## Publikacje
Goertzel jest autorem licznych pism badawczych i artykułów w czasopismach. Wśród książek jego autorstwa są:
- The Structure of Intelligence: A New Mathematical Model of Mind (Springer, 1993), ISBN 0-387-94004-9.
- The Evolving Mind (Gordon and Breach, 1993), ISBN 2-88124-587-0.
- Chaotic Logic: Language, Thought and Reality From the Perspective of Complex Systems Science (Plenum Press, 1994), ISBN 0-306-44690-1. Wyd. 2010 ISBN 1-4419-3238-0.
- Linus Pauling: A Life in Science and Politics (Basic Books, 1995). Napisana z ojcem Tedem Goertzelem. Ted jest synem Victory i Mildred Goertzel, których uważa za współautorów biografii Paulinga[10], ISBN 0-465-00673-6.
- From Complexity to Creativity (Plenum Press, 1997), ISBN 0-306-45518-8.
- Creating Internet Intelligence: Wild Computing, Distributed Digital Consciousness, and the Emerging Global Brain (IFSR International Series on Systems Science and Engineering)  (Plenum Press, 2001), ISBN 0-306-46735-6.
- Mind in Time: The Dynamics of Thought, Reality, and Consciousness (Advances in Systems Theory, Complexity, and the Human Sciences) (Hampden Press, 2003) red. wraz z Allan Combs i Mark Germine, ISBN 1-57273-255-5.
- Artificial General Intelligence: Cognitive Technologies (Springer, 2005), red. wraz z Cassio Pennachin, opisuje matematyczną stronę maszyny sztucznej inteligencji w Novamente. Wyd. 2007 ISBN 3-540-23733-X, wyd. 2011 ISBN 3-642-06267-9.
- The Hidden Pattern: A Patternist Philosophy of Mind (Brown Walker Press, 2006), ISBN 1-58112-989-0.
- The Path to Posthumanity (Academica, 2006), współautor Stephan Vladimir Bugaj, ISBN 1-930901-95-X.
- Advances in Artificial General Intelligence (IOS Press, 2007) współredagowana z Pei Wang, ISBN 1-58603-758-7.
- A Cosmist Manifesto: Practical Philosophy for the Posthuman Age (Humanity+, 9 lipca 2010), ISBN 0-9846097-0-9.